# وباستو
شركة وباستو (بالإنجليزية: Webasto SE) هي شركة مقرها ستوكدورف، ألمانيا. تقوم بصنع فتحة سقف وشواحن للسيارات الكهربائية وأنظمة تكييف الهواء. هولجر إنجلمان هو الرئيس التنفيذي للشركة.

## وصلات خارجية
- "Convertible Roof Systems". webasto.com. مؤرشف من الأصل في 2020-07-30.